# Zaharia Buzea
Zaharia Buzea (n. 25 august 1941, Buzău, România – d. 26 octombrie 1986, Deva, Hunedoara, România) a fost un regizor de film de animație, desenator și caricaturist român. A fost căsătorit cu Ana Maria Buzea.

## Filmografie
- Dănilă Prepeleac (1971)
- Zece Măgăruși (1972)
- Întâmplări cu arici (1973)
- Coco și Roco (1974-1975) (serial tv)
- Bălănel (1980) (serial tv)
- Motanul păcălit (1980)
- Bal mascat (1980)
- Ciocolata (1981)
- Apa (1982)
- Pegasus (1986) - premiul ACIN
- Temerarii de la scara doi (1988)

## Personaje create și desenate
- Motanul Pusy
- Puiul cu chitara
- Miaunel și Bălănel
- Roboțel și Creionel
- Buldogul Manole